# United States Army Rangers
Gli United States Army Rangers furono un reparto di forze speciali dell'Esercito degli Stati Uniti d'America durante il periodo della seconda guerra mondiale.
Creati nel 1942 sul modello dei British Commandos, i reparti Ranger dell'US Army erano unità specializzate in incursioni e colpi di mano, addestrate a tattiche di combattimento avanzate. Cinque battaglioni di Ranger vennero formati per essere impiegati nel teatro di guerra europeo, prendendo parte a tutte le principali operazioni belliche statunitensi nella zona: dal raid di Dieppe e l'operazione Torch nel 1942, alla campagna di Tunisia e alla campagna d'Italia nel 1943 fino agli eventi della battaglia di Normandia nel 1944. Un sesto battaglione Ranger operò invece nel teatro bellico del Pacifico, prendendo parte agli eventi della campagna delle Filippine.
I battaglioni Ranger furono sciolti tra il 1944 e il 1945 alla fine della guerra, ma le loro tradizioni sono oggi portate avanti dal 75th Ranger Regiment dell'US Army.

## Storia

### Il 1º Battaglione Ranger
L'8 dicembre 1941 gli Stati Uniti entrarono ufficialmente nella seconda guerra mondiale dopo aver ricevuto l'attacco da parte del Giappone alle sue basi militari situate a Pearl Harbor, nelle isole Hawaii. Allo stesso tempo, il Maggiore William Orlando Darby, il fondatore dei moderni Rangers, venne assegnato di stanza a Belfast, nell'Irlanda del Nord. Darby venne assegnato sotto il comando del generale Russell, che gli affidò il progetto di costituire una nuova unità militare che avrebbe poi combattuto durante la stessa guerra utilizzando i sistemi e le tattiche dei Commandos inglesi presso i quali sarebbero stati preparati ed addestrati i componenti della nuova unità. Il generale George C.Marshall, quindi, selezionò 50 uomini volontari appartenenti alla 34th Infantry Division e li affidò allo stesso Darby affermando che era l'uomo giusto per questo lavoro e l'8 giugno 1942 Darby venne messo al comando del 1º Battaglione Ranger (all'epoca esisteva solo il primo battaglione) alle dipendenze del generale Hartle.
Nel novembre del 1942 il battaglione riceve il suo primo incarico e viene inviato sulle coste del nord Africa, più specificamente ad Arzew in Algeria. Successivamente, nello stesso anno, i Rangers compiono un viaggio di oltre quindici chilometri a piedi per raggiungere un campo di Camicie Nere italiane a Sened Station. Utilizzando il manto notturno, le truppe del primo Battaglione riuscirono a scivolare fino a 50 metri dal campo nemico, dopodiché iniziarono l'attacco. Dopo venti minuti le truppe americane riuscirono a conquistare l'intera area, uccidendo quindici italiani e catturandone dieci. Darby, allora ancora al comando del 1 Battaglione, venne premiato con la stella d'argento per la schiacciante vittoria e in Italia venne soprannominato "Black Death" (Morte Nera).
Gli italiani, però, avevano ancora il controllo su Gabel El Ank, all'estremo est di El Guettar. Assieme ai genieri e al 26th Combat Team, ai Rangers venne quindi assegnato il compito di riconquistare l'area che era in fase di stallo da tempo. I Rangers, per arrivare all'obbiettivo, percorsero a piedi una stretta gola per circa dieci chilometri, con il rischio di essere attaccati dal nemico da un momento all'altro. Il Battaglione giunse quindi su un fianco scoperto ed attaccò le truppe italiane. Dopo 8 ore di combattimenti, i Rangers dichiararono che l'area era stata resa sicura e che erano stati presi prigionieri oltre 200 uomini.

### Creazione del 3º e 4º Battaglione Ranger
Con il successo del primo Battaglione durante la campagna di Tunisia, il colonnello Darby decise di affiancare al primo Battaglione anche altri battaglioni Rangers. Il problema da superare per effettuare tale ampliamento era che tutti gli uomini all'interno del 1º Battaglione Rangers fossero dei volontari e che lo dovessero essere anche nei battaglioni ranger di nuova formazione. Darby sosteneva che gli uomini adatti per il suo lavoro non dovessero essere necessariamente solo i volontari, quindi decise di reclutare altri soldati attorno ad Orano. Nonostante le parole di Darby, però, il governo non accettò per la sua causa il reclutamento forzato, perciò Darby cercò di rimediare: iniziò ad affiggere manifesti e ad incoraggiare i suoi ufficiali (scout) a cercare dei candidati idonei ed a convincerli di arruolarsi. Nel giugno del 1943 il 3º e 4º Battaglione furono ufficialmente attivati e affiancati al 1 Battaglione. Dopo la ristrutturazione delle forze Rangers, il 1 Battaglione rimase sotto il comando del colonnello Darby, il 3º Battaglione fu affidato al maggiore Herman Dammer e il 4º al maggiore Roy Murray.
Primo e quarto Battaglione vennero inviati assieme e affiancati alla 1ª divisione di fanteria, sotto il comando del generale Terry Allen, per combattere nella campagna di Sicilia. Paracadutati poco fuori dalla città di Gela, conquistarono quest'ultima poco dopo la mezzanotte dello stesso giorno. Dopo aver conquistato la città vennero immediatamente inviati a San Nicola, dove riuscirono a prendere possesso della città con l'appoggio della divisione corazzata, nonostante fossero sotto costante attacco da parte dell'artiglieria nemica, carri armati, e divisioni aeree. Questa esperienza fu una delle esperienze più insostenibili per i Rangers tra tutte le loro missioni, essendo rimasti sotto il pesante fuoco nemico per oltre 50 ore.
Dopo questi successi iniziali, i due Battaglioni vennero inviati nella città di Butera, una fortezza sospesa a circa 1200 metri d'altezza, posta sulle alture di fronte alle spiagge di Gela e presidiata da truppe tedesche ed italiane. Poco prima del ritiro delle truppe americane, apparentemente sconfitte durante il precedente attacco, e la richiesta di fuoco d'artiglieria sulla città, un plotone di volontari decise di fare breccia nella città. Le truppe, guidate dai soldati John See e John Constantine, penetrarono dietro le linee nemiche e colpirono da dietro gli avversari approfittando del fattore sorpresa, costringendoli a ritirarsi a loro volta dalla città.
Al contempo, il 3º Battaglione fu inviato nell'area di Agrigento, dove marciò attraverso le cittadine di Campobello, Naro e Favara con successo, conquistandole. Al 3º fu ordinato successivamente di risalire sino alle coste di Porto Empedocle. Qui, la spiaggia non era occupata dai nemici, ma sulle scogliere erano stati posizionati cannoni e postazioni di mitragliatrice. I Rangers riuscirono a fare loro le stesse postazioni nemiche che minacciavano di colpire la fanteria di supporto sulla costa. Darby venne nuovamente decorato dal generale Patton con la Distinguished Service Cross, ma il colonnello Darby rifiutò la premiazione volendo rimanere vicino ai suoi uomini.

### Distruzione del 1º, 3º e 4º Battaglione
Il 30 gennaio 1944, dopo lo sbarco di Anzio, i tre Battaglioni vennero riuniti ed inviati ad occupare la città di Cisterna di Latina, prima che la fanteria fosse inviata sul luogo. Quella notte i Ranger furono inviati nella città, defilandosi dinnanzi a numerosi soldati tedeschi che non si accorsero del loro arrivo. Il 4º battaglione, inviato dalla parte opposta rispetto al 1º e al 3º, lontani l'uno dall'altro di circa 1 km, incontrò quasi subito resistenza. All'alba, il 1º e il 3º Battaglione, trovatisi in campo aperto e alla luce del sole, vennero quasi immediatamente assaliti dalle truppe tedesche. Impossibilitati a scappare poiché completamente circondati, i soldati combatterono fino a quando non esaurirono tutte le munizioni. Il 4º Battaglione, fuori dall'imboscata, cercò di salvare i propri compagni unendosi allo scontro. I tedeschi sottoposero alla loro potenza di fuoco anche quest'ultimo, ed i superstiti vennero fatti fuggire solo quando l'aviotrasportata giunse sul luogo. Dei 760 uomini appartenenti al 1º e al 3º Battaglione, solo 6 riuscirono a trarsi in salvo. In realtà, il 1º e 3º Battaglione Rangers erano diretti a loro insaputa nell'area dove erano ammassati dei battaglioni Tedeschi tra cui la 715ª Divisione di Fanteria Motorizzata e le unità corazzate della Herman Goering. I Rangers erano numericamente inferiori e non avevano l'armamento adeguato per attaccare queste divisioni, e a metà giornata del 30 Gennaio nella zona di Isolabella la Divisione Herman Goering chiuse ogni varco accerchiando i Rangers. I Tedeschi catturarono i due battaglioni quasi al completo, circa 600 Rangers dei 767 partiti in missione, e solo 6 tornarono nelle proprie linee. I prigionieri vennero poi condotti a Roma dove vennero fatti sfilare in colonna davanti al Colosseo e all'Altare della Patria, immortalati dai cinegiornali dell'epoca . Questo avvenimento segnò la fine dei tre Battaglioni Ranger. I 400 Ranger restanti, appartenenti ai tre battaglioni, furono aggregati al 504th Parachute Regiment e altri 137 furono mandati negli Stati Uniti. Il 26 ottobre 1944 i tre Battaglioni vennero disattivati dal servizio a Camp Burner, N.C.

### Il 2º ed il 5º Battaglione Ranger

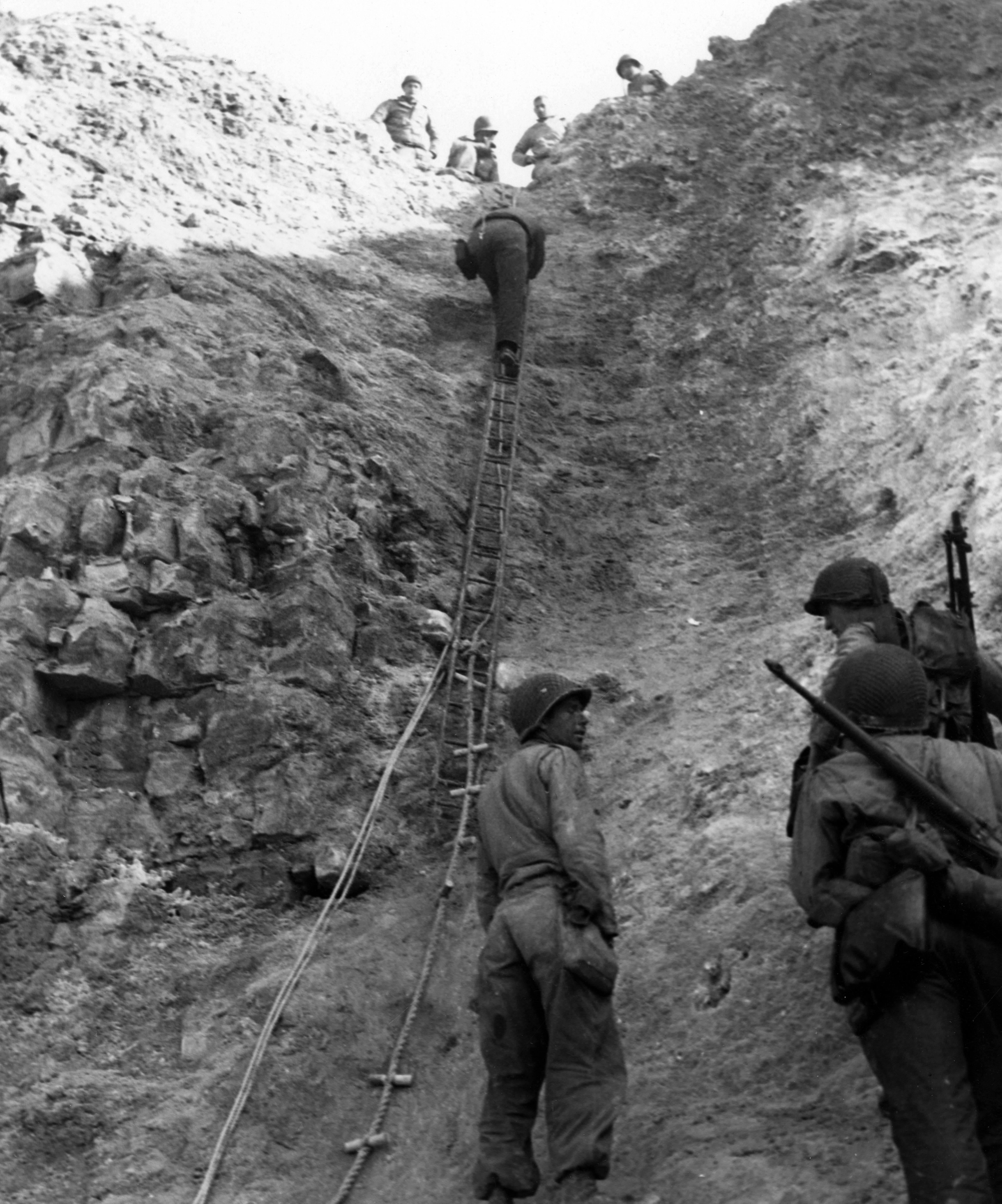
Rangers del 2º Battaglione dimostrano il tipo di scala utilizzata per scalare Point-du-Hoc.

Il secondo e il quinto Battaglione Ranger vennero addestrati a Camp Forrest, in Tennessee il 1º aprile 1943. La prima azione militare che li vede partecipi è l'Operazione Overlord. Durante lo Sbarco in Normandia, le compagnie D, E ed F del 2º Battaglione vennero inviate a conquistare speciali avamposti tedeschi a Point-du-Hoc. Durante la stessa operazione gli uomini del secondo Battaglione dovevano superare i dirupi dello stesso Point-du-Hoc sul quale, in cima, vi si trovava l'artiglieria tedesca che iniziò subito a sparare con le armi leggere contro gli statunitensi. Nonostante la forte resistenza nemica, i Rangers riescono comunque a conquistare la zona ed inviano pattuglie in cerca di cannoni ed artiglieria lungo tutta la costa, poiché queste ultime avevano una gittata tale da poter arrivare sino alla spiaggia dove era in corso lo sbarco. Trovate, le pattuglie disabilitarono immediatamente le armi ed ogni resistenza nell'area. Nell'articolo "I Ranger prendono Point", di Leonard Lomell e Jack Kuhn sugli eventi che vedono partecipi i Ranger nella stessa giornata. Lomell si presta a spiegare:

### Il 6º Battaglione Ranger
Il 6º Battaglione Ranger fu stazionato nel Pacifico, compiendo azioni militari nelle Filippine ed in Nuova Guinea; tutte le operazioni compiute dal 6º Battaglione furono generalmente dietro le linee nemiche. Inoltre furono i primi a colpire le Filippine, ben tre giorni prima dell'inizio dell'invasione. Il sesto Battaglione era un'unità di ricognizione a lungo raggio e da combattimento, che operò anche sulla linea del fronte.
A Cabanatuan, nell'isola di Luzon nel gennaio 1945, il 6º Battaglione compì una delle più distruttive incursioni nella storia dell'esercito statunitense. Penetrati per 47 km dietro le linee nemiche, compirono un assalto finale puntando sul fattore sorpresa contro le ultime ma resistenti fortificazioni nemiche. Durante l'assalto i Ranger distrussero tutte le basi nipponiche e fecero oltre 500 prigionieri.
La missione finale del 6º Battaglione era quella di rendere sicura un'area di 400 km in territorio controllato dai giapponesi per permettere un arrivo sicuro alle truppe aviotrasportate, che poi si sarebbero espanse lungo tutto il territorio. Collaborando con la 32ª Divisione di fanteria posero dunque fine alla guerra nelle Filippine.